# 新波克羅夫卡 (洛佐瓦區)
48°38′54″N 36°43′29″E / 48.64833°N 36.72472°E
新波克羅夫卡（烏克蘭語：Новопокровка）是位於烏克蘭東部的村莊，由哈爾科夫州洛佐瓦區的布利茲紐基市鎮負責管轄。該村始建於1820年，面積0.1平方公里，海拔高度111米，2001年人口35，人口密度每平方公里350人。